# Ung flicka lever farligt
Ung flicka lever farligt är en amerikansk komedifilm från 1943 i regi av Wesley Ruggles. Lana Turner spelar huvudrollen som en uttråkad ung kvinna som reser till New York. Där bestämmer hon sig för att spela en länge försvunnen dotter till en miljonär.

## Rollista
- Lana Turner – Peggy
- Robert Young – Bob Stuart
- Walter Brennan – Cornelius Burden
- May Whitty – Baba
- Eugene Pallette – Durstin
- Alan Mowbray – engelsk gentleman
- Florence Bates – Mrs. Roanoke-Brooke
- Howard Freeman – Mr. Quill
- Millard Mitchell – Baldwin
- Ward Bond – Jimmy
- Ray Collins – Snodgrass